# Ліві Гайни
Ліві Га́йни (рос. Левые Гайны) — присілок у складі Сюмсинського району Удмуртії, Росія.
Населення — 4 особи (2010; 5 в 2002).
Національний склад (2002):
- удмурти — 100 %

## Урбаноніми[3]
- вулиці — Гайнинська